# Noc s kometou
Noc s kometou (v anglickém originále The Night of the Comet) je druhý díl první řady amerického televizního seriálu Upíří deníky. Premiérově byl vysílán 17. září 2009 na stanici The CW, v Česku 1. června 2012 na stanici Nova. Scénář dílu napsali tvůrci seriálu Kevin Williamson a Julie Plec, režíroval jej Marcos Siega.

## Děj
Pár mladých lidí táboří ve stanu v lese. Muž jde do auta, ale někdo na něj zaútočí. Muž se dlouho nevrací, tak ho jde žena hledat a je zabita.  
Vicki (Kayla Ewell) je po útoku upíra stále v nemocnici. Jeremy (Steven R. McQueen) ji navštěvuje. Je do ní zamilovaný, ale Vicky ho pošle pryč, kvůli svým citům pro Tylera (Michael Trevino). 
Jenna (Sara Canning) má ve škole schůzku s panem Tannerem (Benjamin Ayres). Informuje ji, že Jeremy zameškává spoustu tříd kvůli užívání drog a alkoholu. Jenna se později pokusí mluvit s Jeremym, ale selže. 
Elena (Nina Dobrev) a Matt (Zach Roerig) spolu mluví o Vicki. Řekne jí, že Vicky říká, že jí napadl upír. Matt jí nevěří. Stefan (Paul Wesley), zaslechne jejich rozhovor a okamžitě se obává, že Vicki odhalí upíry. Jde do nemocnice a ovlivní jí, aby zapomněla, že to byl upír. Matt uvidí Stefana v nemocnici, ale Stefan unikne oknem, než ho Matt chytí. Vicki říká, že ji napadlo zvíře. Má však stále noční můry, kde vidí Damonův (Ian Somerhalder) obličej. 
Bonnie (Kat Graham) a Caroline (Candice Accola) mluví o nedávných událostech. Caroline řekne, že se setkala s tajemným mužem a ukáže se, že to byl Damon. Elena se k nim přidá a Caroline ji přesvědčí, aby dala Stefanovi šanci. Elena hned odejde k němu domu. 
Elena se dostane k domu, ale Stefan tam není. Místo toho narazí na jeho bratra Damona, který využije příležitost a vypráví Eleně o Stefanově bývalé přítelkyni Katherine. Stefan přijde a požádá Elenu, aby odešla. 
Vicki je propuštěná z nemocnice a jde do místního baru. Narazí zde na Damona, kterého si nejasně pamatuje. Damon ji pronásleduje a znovu na ni zaútočí. Jeremy i Stefan jí hledají. Najdou jí na střeše. Damon jim vyhrožuje, že ji pustí. 
Stefan se rychle dostane na střechu a žádá Damona, aby ji pustil. Damon ovlivní Vicki k tomu, aby věřila, že na ni zaútočil Stefan. Snaží se přinutit Stefana, aby ji zabil, než všechno odhalí. Stefanovi je to jedno, takže jí Damon znovu ovlivní, aby věřila, že na ni zaútočilo zvíře. 
Zpět v restauraci se Stefan se zeptá Caroline a Bonnie na Elenu. Bonnie mu napíše číslo Eleny. V okamžiku, kdy mu ho podává, ucítí, že se mu stalo něco špatného. Zeptá se ho na to, ale je to neslušné, tak rychle odejde. 
Stefan a Elena se znovu setkají v jeho domě. Stefan se omluví za své dřívější chování. Zatímco spolu mluví, mají první polibek.
Mezitím Damon pronásleduje Caroline na parkovišti. Flirtují spolu a skončí v Carolinině pokoji. Damon ji kousne a nakonec mají sex.

## Hudba
V epizodě „Noc s kometou“ zazní písně:
- „No Way Out“ od Rie Sinclair
- „Help I'm Alive“ od Metric
- „Closer to Love“ od Mat Kearney
- „Hang You from the Heavens“ od The Dead Water
- „Heavy Cross“ od Gossip
- „I'm an Animal“ od Neko Case
- „I Get Around“ od Dragonette
- „Conductor“ od We Were Promised Jetpacks
- „Mud“ od Peaches
- „Interloper“ od Earlimart
- „Gravity“ od West Coast Songwriters

## Ohlas

### Hodnocení
Ve svém původním americkém vysílání „Noc s kometou“ sledovalo 3,78 milionu méně o 1,13 z předchozí epizody. 

### Recenze
„Noc s kometou“ obdržela kladné recenze.
Liana Aghajanian z Mania dala epizodě hodnocení B, řekla, že Damon krade show „svým drzým přístupem a úmysly zničit Stefanův nadějný vztah s Elenou.“  
Zeba z Two Cents TV uvádí, že tato epizoda je lepší než minulý týden: „Přestože je tato epizoda stále neuvěřitelně neoriginální, byla jistě lepší než minulý týden. Scénář se zdá ztulstěný a jako obvykle je Ian Somerhalder neuvěřitelný jako darebák.“ 
Cynthia z Every Joe dal dobrou recenzi epizodě a řekl, že to bylo “vášnivé”. 
Lucia z Heroine TV také dala dobrou recenzi epizodě a uvedla: „Musím přiznat, že tuto show opravdu miluji. Obě epizody jsem opakovaně sledovala, což je pro mě vzácnost. Jsem definitivně připravená na dlouhou trať.“